# 노동수요
노동수요 즉, 노동에 대한 수요는 일정기간 동안 사용자들이 노동력을 구입할 의사가 있는 노동의 양이다. 수요를 말할 때 유의하여야 할 점은 그것이 일정기간 동안에 기업들이 구입할 의도를 나타나는 양, 즉 유량이라는 점이다. 1개월간 고용량이라는 식으로 일정기간이 명백히 표시되어야 한다.